# Евсевий (консул 359 г.)
Вижте пояснителната страница за други личности с името Евсевий.
Флавий Евсевий (на латински: Flavius Eusebius; * вероятно в Солун) e политик на Римската империя през IV век и е брат на съпругата на император Констанций II.

## Биография
Произлиза вероятно от Солун в провинция Македония. Син е на генерал Флавий Евсевий (консул 347 г.). Брат е на Хипаций и на Евсевия, която се омъжва през зимата 352/353 г. за император Констанций II.
Сестра му има голямо влияние върху императора и помага в кариерата на братята си след нейната сватба. През 355 г. той става управител на Дарданелите (consularis Hellesponti). През 355 г. посещава Антиохия след това пътува до Витиния, където през 356 г. става също управител (consularis Bithyniae). В Антиохия ораторът Либаний му дава някои от писмата си (epistulae 457 – 459) и той ги предава във Витиния.
През 359 г. той е консул заедно с брат си Хипаций. В източниците е споменат едва през 371 г. по времето на император Валент, когато в Антиохия е обвинен с брат си в планове да свалят императора. Макар че нямат доказателства те са осъдени на парична глоба и изгонване. Скоро след това те се връщат обратно и получават парите си обратно.